# یک‌طرفه (فیلم ۲۰۲۲)
یک‌طرفه (به انگلیسی: One Way) فیلمی محصول سال ۲۰۲۲ و به کارگردانی اندرو بیرد است. در این فیلم بازیگرانی همچون مشین گان کلی، کوین بیکن، تراویس فیمل، دریا د ماتیو، استورم رید، لوئیس داسیلوا و ریس کویرو ایفای نقش کرده‌اند.